# Pili (gmina)
Pili (gr. Δήμος Πύλης, Dimos Pilis) – gmina w Grecji, w administracji zdecentralizowanej Tesalia-Grecja Środkowa, w regionie Tesalia, w jednostce regionalnej Trikala. W 2011 roku liczyła 14 343 mieszkańców. Powstała 1 stycznia 2011 roku w wyniku połączenia dotychczasowych gmin: Etikies, Gomfi, Pialia, Pili i Pindi oraz wspólnot Mirofilo i Nereda. Siedzibą gminy jest Pili.